# Литвин Едуард Григорович
Едуа́рд Григо́рович Литви́́н (22 червня 1938, Стави — 18 листопада 2000, Будапешт) — український письменник, поет, діяч лікеро-горілчаної промисловості. Член Національної спілки письменників України (1994). У своїх творах наголошував на ідеях незалежності України, засуджував радянський тоталітарний режим.
Паралельно з творчою діяльністю чотири роки очолював Васильківський завод холодильників (1970—1974), працював на виробництвах. Після 12-річних гонінь зі сторони радянської влади у 1987 році емігрував до Угорщини, де керував власними горілчаними заводами й далі писав про українську землю. Автор 15 повістей, багатьох поетичних творів.

## Життєпис
Народився 22 червня 1938 року в селі Стави на Київщині, в родині сільських вчителів. Батько — учасник першої радянсько-фінської війни, командир роти, після демобілізації — директор школи на Волині, у 1940 році засуджений до 10-річного позбавлення волі.
У 1955 році намагався вступити до Харківського медичного інституту та військового училища, але через тавро «син ворога народу» здійснити це не вдалось. Після цього переїхав до Львова, закінчив Львівське технічне училище № 1 за спеціалізацією «Слюсар» та «Машиніст екскаватора». Працював в училищі майстром виробничого навчання.
Служив у військово-повітряних силах Радянської армії. У 1965 році закінчив Львівський політехнічний інститут. З 1969 року — в Києві та Київській області, очолив занедбаний штампувальний цех. З 1970 року — директор Васильківського заводу холодильників. Під керівництвом Едуарда Литвина розпочато будівництво нових корпусів заводу, оновлений верстатний парк, створена нова технологічна лінія. Між директором заводу та партійним керівництвом області зростала напруга, Литвин відстоював власні рішення та не сприймав владні.

Могила Едуарда Литвина, Байкове кладовище

Після відрядження до США у 1975 році звільнений з директорської посади та виключений з партії. Протягом наступних 12 років зазнав гонінь влади, про що писав у своїх віршах:
|  | Мене гнітили б певно довше, Та обірвав кінці я сам, Жаль, що не скоїв все це скорше, Жаль марно згубленим літам. |

Від тюремного строку врятувала еміграція до Угорщини у 1987 році. Жив у Будапешті, керував власними горілчаними заводами, паралельно займався творчою діяльністю.
Помер на 63-му році життя 18 листопада 2000 року. У 2003 році перепохований у Києві, в колумбарії Байкового кладовища. Того ж року в рідному селі Стави Едуардові Литвину відкрили меморіальну дошку на фасаді школи, яку він закінчив.

## Творча діяльність
Автор 15 повістей, 20 оповідань, численної кількості поетичних творів, зокрема виданих посмертно. Писав про рідне село, наголошував на необхідності та важливості незалежності України, засуджував радянський тоталітарний режим. Низку робіт присвятив історії козацтва та Запорозької Січі, подіям Другої світової війни.
Стаття в Енциклопедії сучасної України за авторством, зокрема, народного артиста України Василя Бурдика так описує творчий доробок Едуарда Литвина:
|  | Розкривав і засуджував комуністичне керівництво, показував його бездарність, некомпетентність та пихатість, викривав радянську владу, яка вперто знищувала в Україні все українське. Не оминув Литвин і тему села. Писав про рідну землю, про її простих «гречкосіїв», з великою ніжністю та любов’ю, його твори, наче сонячним сяйвом, прикрашені суто народним українським гумором (повісті «Алкоголіки», «Колядки в селі Стави, що на Київщині», нариси «Ух, солом’яний дух», «Зустріч»). |

## Творчий доробок (частковий)
- Попова гребля: повісті, оповідання, образки / Е. Литвин. — Київ: Молодь, 1993. — 223 с.
- Помста, або і буває ж таке… : повість, Скарби: повість в оповіданнях, оповідання / Е. Литвин. — Київ: СПС, 2003. — 270 с.
- Там, за порогами, Січ: повісті, оповідання / Е. Литвин. — Київ: СПС, 2005. — 245 с.
- Левади гомонять / Е. Литвин, 2005.